# كيم وان
كيم وان (الكورية: 김완) هو لاعب تنس الطاولة كوري الجنوبي، ولد في 27 مارس 1961.

## وصلات خارجية
- كيم وان على موقع اللجنة الأولمبية الدولية (الإنجليزية)
- كيم وان على موقع أوليمبيديا (الإنجليزية)